# Derolus somaliensis
Derolus somaliensis là một loài bọ cánh cứng trong họ Cerambycidae.